# Châtelraould-Saint-Louvent
Châtelraould-Saint-Louvent település Franciaországban, Marne megyében. Lakosainak száma 253 fő (2022. január 1.). Châtelraould-Saint-Louvent Blaise-sous-Arzillières, Courdemanges, Le Meix-Tiercelin és Les Rivières-Henruel községekkel határos.

## Népesség
A település népességének változása:
| Lakosok száma | 226  | 220  | 234  | 225  | 235  | 230  | 233  | 245  | 244  | 253  |
|               | 1968 | 1982 | 1990 | 2006 | 2013 | 2015 | 2017 | 2019 | 2020 | 2022 |